# 마리테레스 나디히
마리테레스 나디히(독일어: Marie-Theres Nadig, 1954년 3월 8일~)는 스위스의 알파인 스키 선수, 지도자이다. 1972년 동계 올림픽 여자 활강과 대회전 부문에서 금메달을 획득하여 2관왕에 올랐으며, 1980년 동계 올림픽에서 활강 동메달을 획득했다. 또한 1981년 알파인 스키 월드컵 종합 우승을 차지했다.